# With Love (chanson de Hilary Duff)
Pour les articles homonymes, voir With Love.
Singles de Hilary Duff
Play with Fire
(2007) Stranger
(2008)
With Love est une chanson écrite par Hilary Duff.

## Classement
| Classement (2007)                  | Meilleure position |
| ---------------------------------- | ------------------ |
| Australian ARIA Singles Chart      | 22                 |
| Canadian Hot 100                   | 7                  |
| Ireland Top 50                     | 15                 |
| Italian FIMI Singles Chart         | 8                  |
| México Top 100                     | 25                 |
| Portuguese Top 50                  | 29                 |
| Spanish Top 20                     | 6                  |
| Taiwan Top 10                      | 1                  |
| New Zealand Top 40                 | 27                 |
| UK Singles Chart                   | 29                 |
| U.S. Billboard Hot 100             | 24                 |
| U.S. Billboard Hot 100 Airplay     | 3                  |
| U.S. Billboard Hot Dance Club Play | 1                  |
| U.S. Billboard Hot Dance Airplay   | 1                  |
| U.S. Billboard Pop 100             | 17                 |
| Venezuela Top 100                  | 3                  |